# Kiheitai

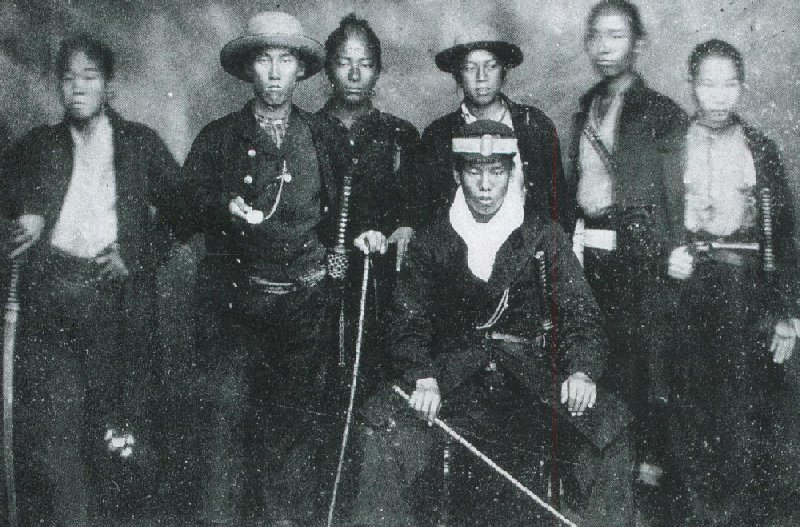
Miembros del Kiheitai alrededor de 1864-1866.

El Kiheitai (奇兵隊 lit. Milicia irregular?) fue una milicia conformada por voluntarios durante el período Bakumatsu en Japón.
Fundada en 1863 por Takasugi Shinsaku, estaba constituida por miembros de diferentes clases sociales, incluidos agricultores, comerciantes, samuráis y otros. Su número rondaba entre los 300 y 400 hombres, la mayoría proveniente del dominio Chōshū. El kiheitai era conocido por su disciplina, el uso de armas y técnicas militares de estilo occidental. Fue financiada por Chōshū, pero obtuvo el resto de su apoyo financiero a través de donaciones de comerciantes y granjeros. 
La milicia se presentó en el Bombardeo de Shimonoseki en los que participaron las fuerzas navales de Gran Bretaña, los Países Bajos, Francia y los Estados Unidos en contra del poderoso señor de la guerra japonés o daimyō Mori Takachika del clan Chōshū.
Como el brazo militar de la facción a favor de la reforma en el dominio Chōshū, el Kiheitai ayudó a derrocar la facción pro-bakufu en Chōshū, rechazando las futuras expediciones del gobierno tokugawa para su reconquista, además desempeñó un papel importante en la Guerra Boshin de 1869, la cual condujo a la Restauración Meiji. Tras la restauración, se disolvió en 1868. Tanto por el éxito de una unidad social como el uso de tácticas y armas occidentales, sus características, fueron una importante influencia en el desarrollo del Ejército Imperial Japonés y, posteriormente, en el servicio militar obligatorio en el Japón.